# Нестеренко, Василий Борисович
Васи́лий Бори́сович Нестере́нко (2 декабря 1934, Красный Кут — 25 августа 2008, Минский район, Минская область) — советский и белорусский учёный, член-корреспондент АН БССР (1972), доктор технических наук (1968), профессор (1969). Заслуженный деятель науки и техники БССР (1979). Лауреат Государственной премии БССР (1986). Автор более 370 научных работ, в том числе 15 монографий, более 320 изобретений.
Будучи директором Института ядерной энергетики АН Белорусский ССР, он одним из первых провёл замеры радиации после катастрофы в Чернобыле и всячески пытался убедить власти, чтобы они позволили защитить людей от последствий взрыва. Однако, его игнорировали, а позже сняли с должности.

## Биография
Василий Нестеренко родился 2 декабря 1934 года в городском посёлке Красный Кут (ныне Луганская область, Украина).
В 1958 году окончил МВТУ имени Н. Э. Баумана (теперь Московский государственный технический университет).
В 1958—1962 годах научный сотрудник Института двигателей АН СССР.
В 1963—1965 годах заведующий лабораторией Института тепло — и массообмена АН БССР.
С 1965 года заведующий отделом и заместитель директора по научной работе, в 1977—1987 годах директор Института ядерной энергетики АН БССР, также в 1971—1987 годах генеральный конструктор передвижной атомной электростанции «Памир».
С 1990 года директор научно-технического центра «Радиометр», с 1991 года — директор БНТЦ «Институт радиационной безопасности» (теперь Институт радиационной безопасности «Белрад»). В 1980—1985 годах депутат Верховного Совета БССР.
В 1990—1994 годах председатель объединённого экспертного комитета Белоруссии, Украины и России.
Сын Алексей пошёл по стопам отца и возглавил Институт радиационной безопасности после смерти Василия Борисовича.

## Награды
- Заслуженный деятель науки и техники БССР (1986).